# اوشاوا
اوشاوا(به انگلیسی: Oshawa) یک شهر در اونتاریو کانادا است، که در ساحل دریاچه اونتاریو قرار دارد. 
شهر اوشاوا تقریباً در ۶۰ کیلومتری جنوب تورنتو قرار دارد. 
این شهر ۱۴ مین شهر بزرگ کاناداست.
(جمعیت در سال ۲۰۰۶ : ۱۵۲٬۰۰۰ -مساحت : ۱۴۵٫۶۵)

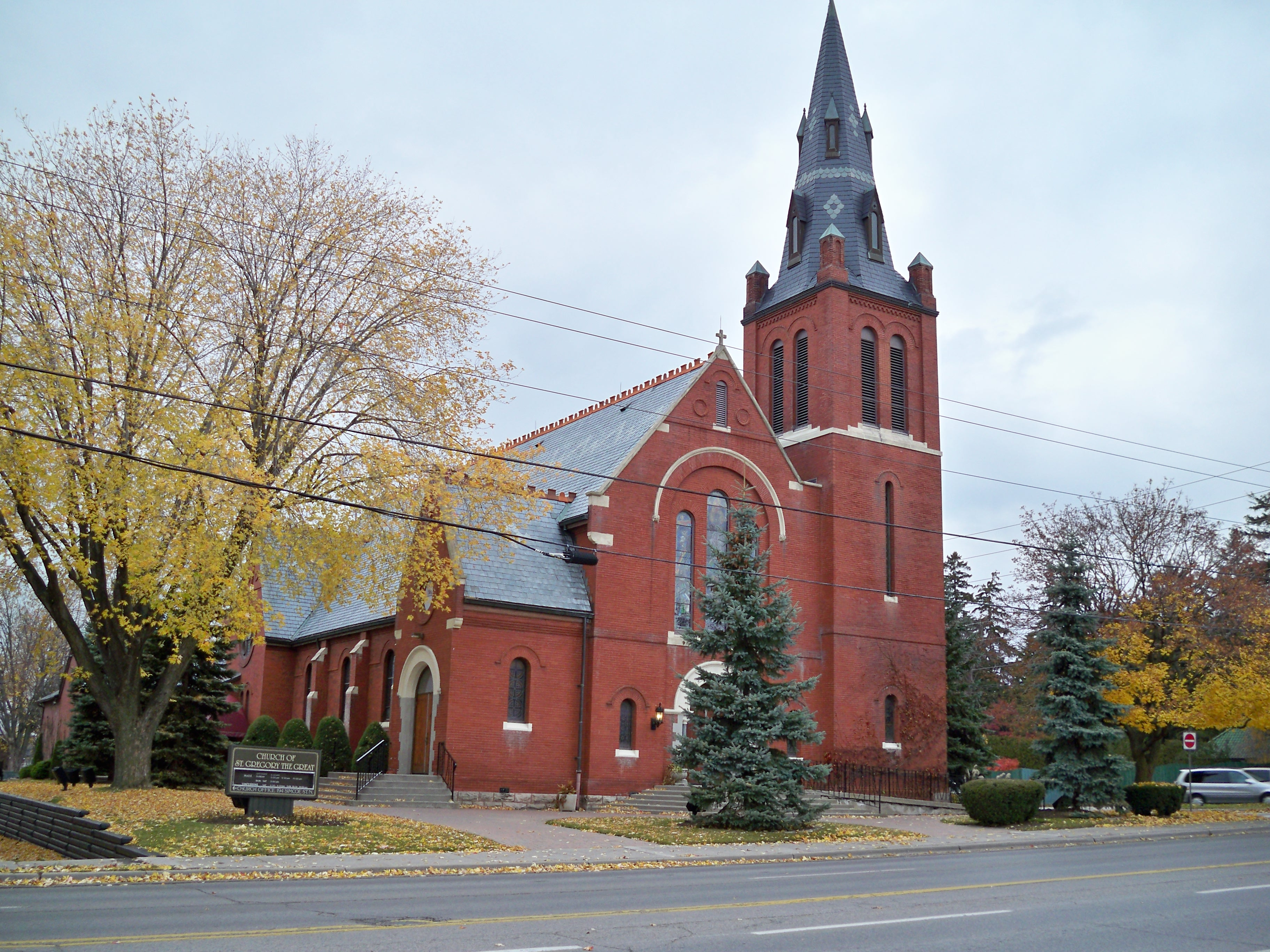
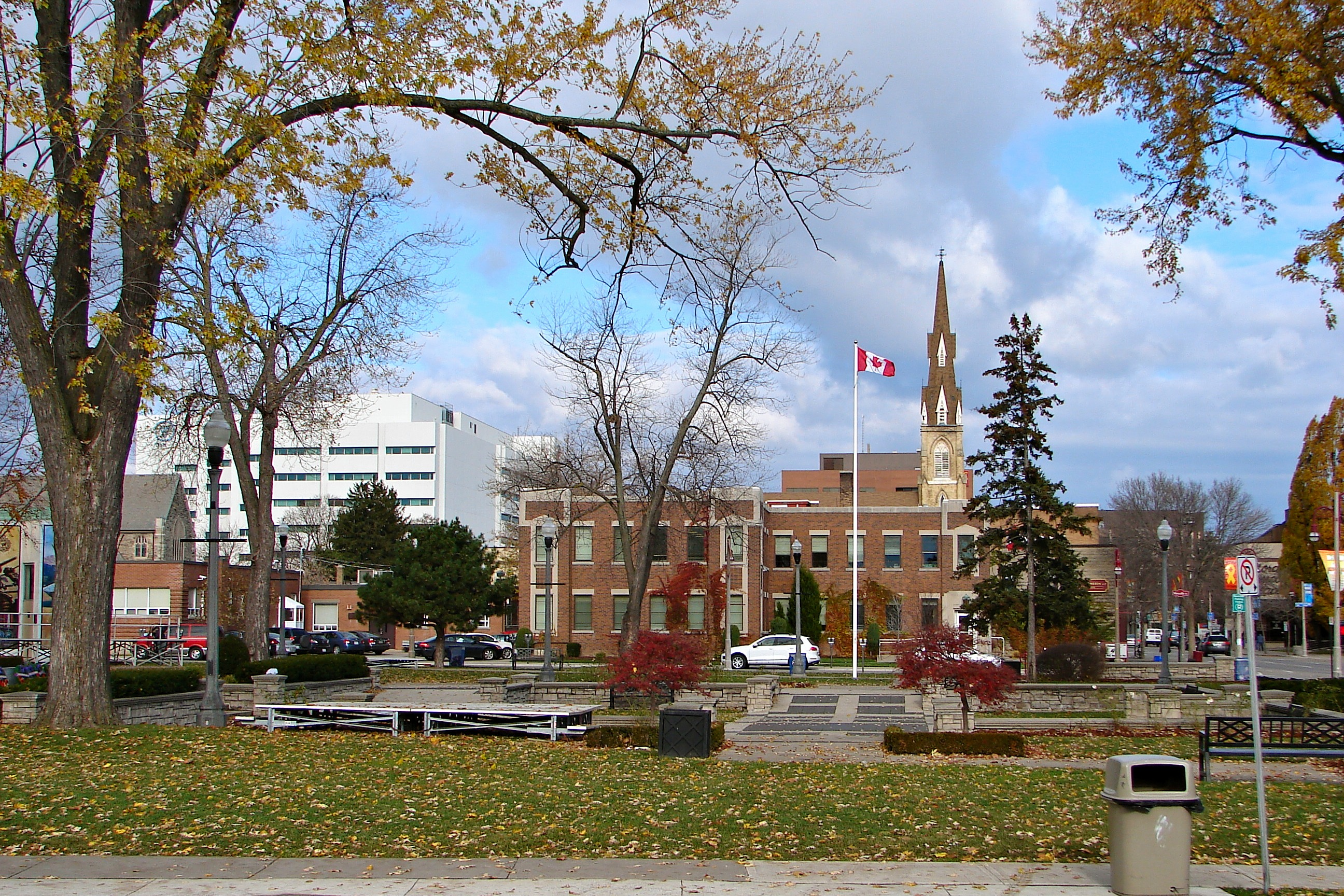
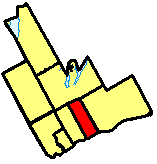
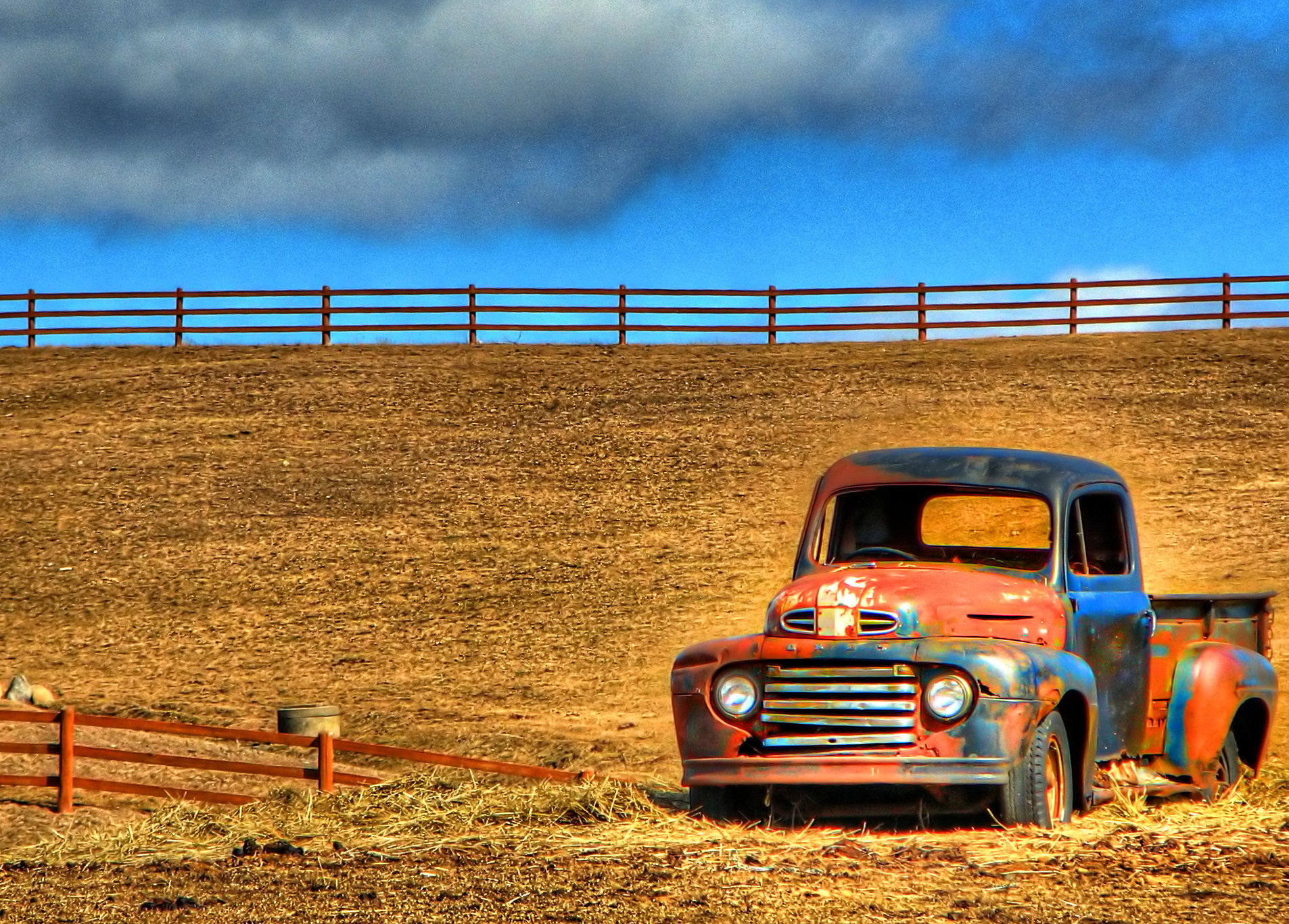